# Belmonte de Gracián
Belmonte de Gracián – gmina w Hiszpanii, w prowincji Saragossa, w Aragonii, o powierzchni 43,68 km². W 2011 roku gmina liczyła 238 mieszkańców.